# ケン・セマ
ケン・セマ（Ken Sema、1993年9月30日 - ）は、スウェーデンのサッカー選手。ポジションはMF。ワトフォードFC所属。

## クラブ経歴
2013年、19歳で地元クラブのIFKノルシェーピンのトップチームに昇格した。しかし直後に3部リーグのIFシルヴィアに期限付き移籍し、復帰後もノルシェーピンとの契約を延長せず退団した。2014年5月、2部リーグのリュンスキレSKと契約を結んだ。
2016年1月、エステルスンドFKに移籍2018年7月4日、プレミアリーグのワトフォードFCに5年契約で移籍した。2019年8月22日、ウディネーゼ・カルチョはワトフォードからセーマを1シーズンのローン契約で獲得した。2025年1月31日、セーマはキプロス・ファーストディビジョンのクラブパフォスと契約を結んだ。

## 代表歴
2016年、リオ五輪を戦うスウェーデンオリンピックチームのメンバーに選出された。しかしチームは1分2敗でグループリーグを去った。
2017年1月、スロバキア代表とのフレンドリーマッチでフル代表デビューを飾った。

## 人物
1987年にスウェーデンに移住したコンゴ民主共和国人の両親の元で、1993年に生まれた。兄のマイク・セマもサッカー選手。